# Medal Świętego Brata Alberta
Medal Św. Brata Alberta – wyróżnienie ustanowione w 1997 r., któremu patronuje św. Brat Albert. Corocznie ogólnopolska kapituła, powołana przez Fundację im. Brata Alberta, przyznaje go ludziom szczególnie zasłużonym w niesieniu pomocy osobom niepełnosprawnym.
Laureatami medalu są m.in.: ks. kardynał Franciszek Macharski, Zbigniew Brzeziński, Anna Dymna, Roman Kluska, bp Jan Chrapek, Janusz Kochanowski, Jerzy Dudek i Paweł Kukiz.
Medal, przedstawiający św. Brata  Alberta  przytulającego  dzieci, zaprojektował Krzysztof Sieprawski, podopieczny Schroniska dla Niepełnosprawnych w Radwanowicach.
Medal jest wręczany podczas finału Ogólnopolskiego Przeglądu Twórczości Teatralno-Muzycznej Osób Niepełnosprawnych Albertiana, który corocznie odbywa się na Dużej Scenie Teatru im. Juliusza Słowackiego w Krakowie. Festiwal organizują Fundacja im. Brata Alberta oraz Fundacja Anny Dymnej „Mimo Wszystko”.

## Lista laureatów[1]

### w roku 1997
- ks. kardynał Franciszek Macharski
- Jan Rokita
- Stanisław Handzlik

### w roku 1998
- Jerzy Buzek
- Zbigniew Brzeziński

### w roku 1999
- Zarząd i Rada Miasta Torunia
- hr. Juan T’Kint de Roodenbeke
- Krakowskie Bractwo Kurkowe
- Władysław Godyń

### w roku 2000
- ks. kardynał Stanisław Dziwisz
- Anna Dymna
- Michał Żółtowski
- ks. Edmund Jastak
- Arno Baur

### w roku 2001
- Alicja Grześkowiak
- Robert Korzeniowski
- Stanisław Kogut
- Danuta Kocielińska i Roman Kocieliński wraz z rodziną
- Witold Giller (pośmiertnie)

### w roku 2002
- bp Jan Chrapek (pośmiertnie)
- księstwo Irina Wittgenstein i Hubert Wittgenstein
- Parafia Wniebowzięcia Najświętszej Maryi Panny w Charkowie
- Rada i Zarząd Miasta Libiąża
- Stanisław Zięba

### w roku 2003
- Andrzej Zoll
- ks. arcybiskup Tadeusz Gocłowski
- Bohdan Aniszczyk
- Zdzisław Maj
- Andrzej Sekuradzki

### w roku 2004
- Eleni Tzoka
- ks. Krzysztof Bąk
- Władysław Gołąb
- ks. Stefan Misiniec

### w roku 2005
- Roman Kluska
- Marcin Przeciszewski
- ks. Jerzy Bryła
- Otylia Jędrzejczak

### w roku 2006
- Ewa Błaszczyk
- Mateusz Dzieduszycki
- Jos van Lieshout
- ks. prałat Jan Bielański

### w roku 2007
- Marek Kamiński
- Lidia Jazgar
- Zbigniew Kobyłecki

### w roku 2008
- ks. prałat Antoni Sołtysik
- Paweł Kukiz
- Bożenna Piotrowicz
- Stanisław Dyrda

### w roku 2009
- Ewelina Flinta
- ks. Jörg Eckstein
- Fundacja ING Dzieciom Banku Śląskiego

### w roku 2010
- Janusz Kochanowski
- Adam Nowak
- Urząd Miasta Zgierza

### w roku 2011
- Małgorzata Kożuchowska
- Julia Kuc
- ks. Franciszek Jaciubek

### w roku 2012
- Emilian Kamiński
- ks. Wiesław Balewski
- Joanna Krupska
- Lech Jacek Golczyński

### w roku 2013
- Natalia Partyka
- Andrzej Zarycki
- Edward Olszówka
- o. Eugeniusz Kret

### w roku 2014
- Irena Santor
- Alina Perzanowska
- Agnieszka Radwańska
- Urszula Radwańska

### w roku 2015
- Justyna Kowalczyk
- Alain Michel
- ks. Henryk Zątek[2]

### w roku 2016
- Kaja Godek
- Monika Kuszyńska
- Jan Kościuszko
- Mariusz Wlazły

### w roku 2017
- s. Małgorzata Chmielewska
- Marcin Gortat
- Krzysztof Orzechowski
- Marek Piekarczyk
- Jolanta i Tadeusz Tomalowie

### w roku 2018
- Jakub Błaszczykowski
- Agata Kornhauser-Duda
- Zofia Noceti-Klepacka
- Urszula i Józef Wadowscy

### w roku 2019
- Diana i Wojciech Bonowiczowie
- ks. Stanisław Łada
- Krystyna Mrugalska
- Jan Kanty Pawluśkiewicz

### w roku 2020
- Paweł Domagała
- Adolfina Głowacka
- Małgorzata i Andrzej Kilańczykowie

### w roku 2021
- Jacek Cygan[3]
- Dzieło Pomocy Świętego Ojca Pio[3]
- Anna Piskorz[3]
- Jolanta Stokłosa[3]
- Wanda Woś[3]

### w roku 2022
- Jerzy Dudek[4]
- Grzegorz Waśniewski[4]
- Ryszard Brączek[5]

### w roku 2023
- Cecylia Chrząścik
- Joanna Kulig
- Alexander Kurek
- Zgromadzenie Sióstr Franciszkanek Służebnic Krzyża w Żytomierzu i Skałacie Starym
- Piotr Zieliński[6]